# Ашкенази
Ашкенази (хебр.  — „Немци”) су јеврејска етничка група која је сјединила у засебну заједницу Јевреја у Светом римском царству пред крај 1. миленијума. Традиционални језик Ашкеназа чине разни дијалекти јидиш језика.
Успоставили су своје заједнице широм средње и источне Европе, која је била њихов примарни регион гдје су развијали особене карактеристике и идентитет дијаспоре. У касном средњем вијеку средиште гравитирања Ашкеназа, а и традиционални културни живот, помјерао се према истоку, изван њемачких земаља у Пољску и Литванију (укључујући данашњу Бјелорусију и Украјину). Током касног 18. вијека и почетком 19. вијека, они Јевреји који су остали у Њемачкој или су се ту вратили, доживјели су културну преоријентацију; под утицајем Хаскала и борбе за еманципацију, праћено интелектуалним и културним превирањима у урбаним центрима, постепено су престали са употребом јидиш језика, при томе развијајући нове облике јеврејског вјерског живота и културног идентитета.
Ашкенази су оставили свој траг у европском начину живота, давајући огроман допринос човјечанству и европској култури на разним пољима: филозофија, књижевност, умјетност, музика и наука. Геноцидни утицај Холокауста, масовна убиства око шест милиона Јевреја у Другом свјетском рату, девастирао је Ашкеназе и њихов начин живота, погађајући скоро све јеврејске породице.
Процјењује се да су Ашкенази чинили само 3% јеврејске популације у 11. вијеку, док су на свом врхунцу 1931. године чинили 92% јеврејско популације. Непосредно прије Холокауста, број Јевреја на свијету био је око 16,7 милиона. Статистички подаци савременог број ашкенашке популације, иду од 10 до 11,2 милиона. Серђо Делапергола у грубој процјени број Сефарда и Мизрахима, закључује да Ашкенази чине најмање 74% укупне јеврејске популације. Према другим процјенама чине 75% свјетске јеврејске популације.
Познати Ашкенази су: Алберт Ајнштајн, Ана Франк, Густав Малер, Сигмунд Фројд, Голда Меир, Франц Кафка, Хајнрих Хајне, Карл Маркс, Џорџ Гершвин, Марк Шагал, Шимон Перес, Ајзак Асимов, Ехуд Барак, Менахем Бегин, Бенјамин Нетанјаху, Ехуд Олмерт, Јицак Рабин, Јицак Шамир, Моше Шарет, Аријел Шарон, Хаим Вајцман, Давид Бен-Гурион, Мартин Бубер, Ноам Чомски, Бенџамин Дизраели, Гари Каспаров и др.

## Знаменитости
Иако у САД Јевреји (већином Ашкенази) чине свега око 1,7% становништва САД они заузимају значајан удео међу интелектуалцима. Међу 200 врхунских интелектуалаца Јевреја је 50%, 40% нобеловаца за науку и економију, 20% професора на најугледнијим универзитетима, 40% партнера у правним компанијама Њујорка и Вашингтона. 59% продуцента и сценариста најуспешнијих филмова и 50% светских првака у шаху.